# Балка Скелева
Балка Скелева — ландшафтний заказник місцевого значення. Об'єкт розташований на території Бахмутського району Донецької області, в межах Ольховатської селищної ради.
Площа — 117,8 га, статус отриманий у 2010 році.